# La Cañada de Verich
La Cañada de Verich – gmina w Hiszpanii, w prowincji Teruel, w Aragonii, o powierzchni 10,86 km². W 2011 roku gmina liczyła 106 mieszkańców.